# Искренов, Божидар
Божидар Георгиев Искренов (болг. Божидар Гeopгиeв Искренов; род. 1 августа 1962[…], София) — болгарский футболист, игравший на позиции атакующего полузащитника.

## Клубная карьера
Воспитанник клуба «Левски» из родного города София. За первую команду Искренов дебютировал 10 мая 1980 в игре против софийской «Славии» (0:2), а первый гол забил 18 февраля 1981 в 1/8 финала национального Кубка против софийского «Локомотива» (4:1). В родной команде выступал до конца 1989 года, с небольшим перерывом на выступления за испанский «Реал Сарагосу», где не смог стать основным игроком, проведя во второй половине сезона 1988/89 только 10 игр в Примере, в которых забил 1 гол. Всего за «Левски» во всех турнирах Искренов провёл 279 игр и забил 60 голов. За это время трижды становился чемпионом Болгарии и дважды становился обладателем Кубка Болгарии и Кубка Советской Армии.
С начала 1990 года Искренов играл за швейцарскую «Лозанну», но летом 1991 года вернулся на родину и стал игроком пловдивского «Ботева», после чего играл за другие местные команды ЦСКА (София), «Шумен» и «Септември» (София), выиграв в составе «армейцев» ещё один кубок Болгарии в сезоне 1992/93.
Завершил игровую карьеру в американской шоубольной команде «Вашингтон Вортогс», за которую выступал с 1995 по 1997 года. После завершения игровой карьеры работал в футбольных школах сначала в южных штатах, а затем в Вашингтоне. Затем вернулся в Болгарию, где работал тренером в ДЮШ «Левски» с 2008 по 2014 года и региональным представителем Болгарского футбольного союза в юношеских сборных с 2015 по 2016 года.

## Карьера за сборную
С 1982 по 1983 года выступал за молодёжную сборную Болгарии, в составе которой сыграл 7 матчей и забил 1 гол.
Дебют за национальную сборную Болгарии состоялся 28 октября 1981 года в товарищеском матче против сборной Бразилии. Был включён в состав на чемпионат мира 1986 года в Мексике, где сыграл в 3 из 4 матчей сборной на этом турнире. Всего Искренов сыграл за сборную 50 матчей и забил 5 голов.

#### Голы за сборную
| Голы | Дата            | Место                                         | Соперник     | Счёт | Результат | Турнир                  |
| ---- | --------------- | --------------------------------------------- | ------------ | ---- | --------- | ----------------------- |
| 1.   | 26 октября 1983 | Стадион Эвжена Рошицкого, Прага, Чехословакия | Чехословакия | 1-2  | 1-2       | Товарищеский матч       |
| 2.   | 21 декабря 1983 | Полюд, Сплит, Югославия                       | Югославия    | 0-1  | 3-2       | Квалификация на ЧЕ 1984 |
| 3.   | 15 февраля 1984 | Юрий Гагарин, Варна, Болгария                 | ФРГ          | 1-3  | 2-3       | Товарищеский матч       |
| 4.   | 15 февраля 1984 | Юрий Гагарин, Варна, Болгария                 | ФРГ          | 2-3  | 2-3       | Товарищеский матч       |
| 5.   | 11 октября 1989 | Юрий Гагарин, Варна, Болгария                 | Греция       | 3-0  | 4-0       | Квалификация на ЧМ 1990 |

## Личная жизнь
Параллельно с игрой в футбол снимался в кино. В 1985 году сыграл в болгарских фильмах «Милая моя, милый мой» (болг. Скъпа моя, скъпи мой) и «Маневры на пятом этаже» (болг. Маневри на петия етаж).

## Достижения

### «Левски»
- Чемпион Болгарии: 1983/1984, 1984/1985, 1987/1988
- Обладатель Кубка Болгарии: 1981/82, 1983/84, 1985/86
- Обладатель Кубка Советской армии: 1983/84, 1986/87, 1987/88

### ЦСКА
- Обладатель Кубка Болгарии: 1992/93